# The Jeff Beck Group
The Jeff Beck Group est un groupe de hard rock britannique des années 1960 et 1970, mené par le guitariste Jeff Beck.

## Histoire

### Première période (1967–1969)

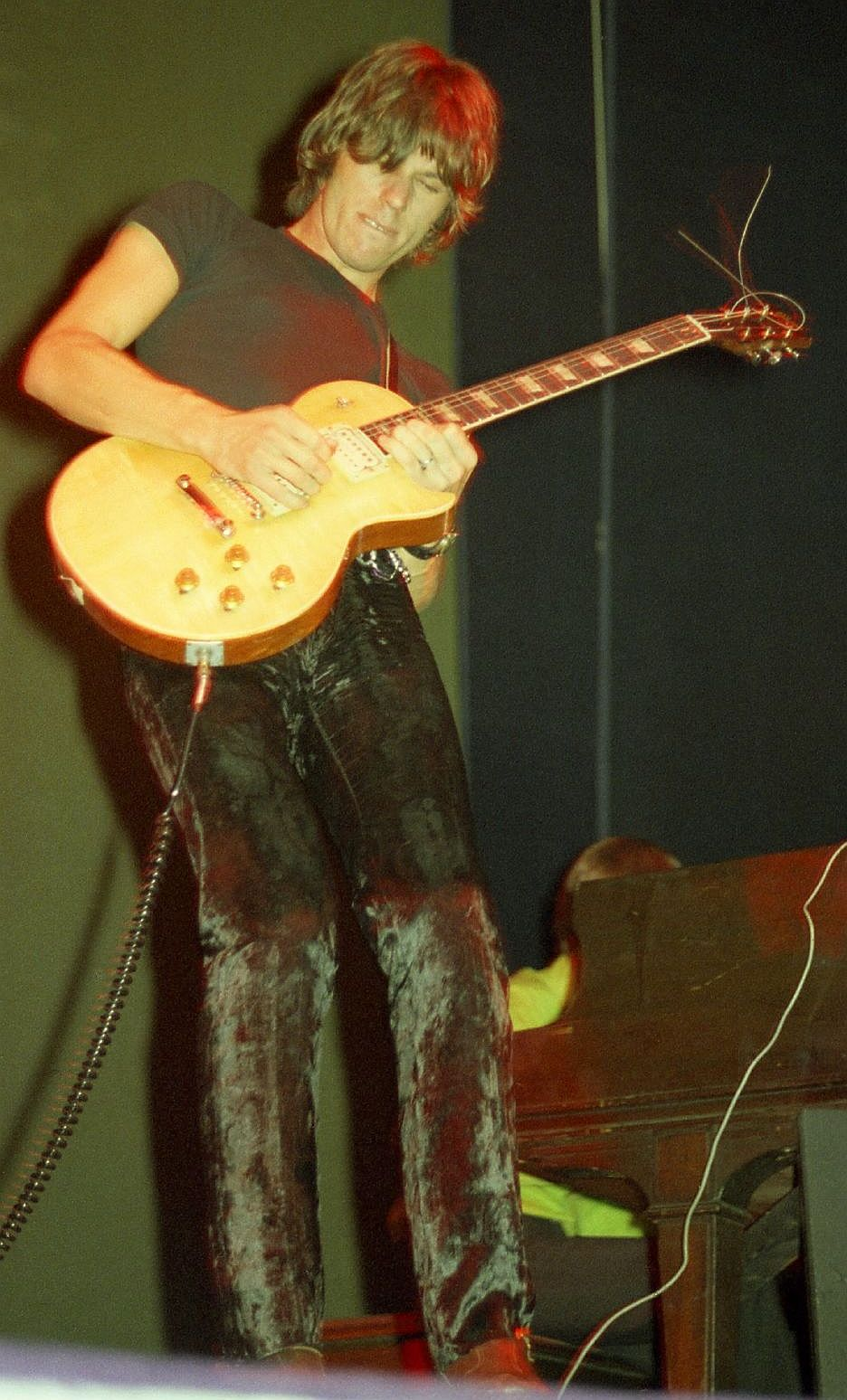
Jeff Beck en 1968.

La première incarnation du Jeff Beck Group est fondée au début de l'année 1967 autour de Jeff Beck, accompagné du chanteur Rod Stewart et du guitariste rythmique Ronnie Wood. Plusieurs bassistes et batteurs se succèdent au cours de l'année jusqu'à la constitution d'une formation stable avec Micky Waller à la batterie, tandis que Wood abandonne la guitare rythmique pour la basse.
Managé par Peter Grant, le Jeff Beck Group se fait un nom sur les scènes américaines au cours de l'année 1968 et publie son premier album, Truth, au mois d'août. Nicky Hopkins rejoint le groupe et se produit avec eux à la fin de l'année malgré sa mauvaise santé. Un deuxième album, Beck-Ola, est publié en juin 1969, avec Tony Newman à la place de Micky Waller. Des dissensions internes font éclater le groupe au mois de juillet, alors qu'il devait se produire au festival de Woodstock. Stewart et Wood rejoignent les Faces.

### Deuxième période (1970–1972)
Victime d'un accident de voiture en décembre 1969, Beck reste éloigné de la musique pendant plusieurs mois. Une fois remis, le guitariste met sur pied un nouveau groupe avec le batteur Cozy Powell, le claviériste Max Middleton (en), le bassiste Clive Chaman (en) et le chanteur Alex Ligertwood (en). Il conserve le nom de « Jeff Beck Group », bien que cette version du groupe n'ait rien à voir avec la précédente. Un contrat est signé avec CBS Records en juin 1971, mais la maison de disques demande à Beck de trouver un autre chanteur. Il fait appel à Bobby Tench après l'avoir vu sur la scène du Ronnie Scott's avec The Gass.
Cette incarnation du Jeff Beck Group enregistre deux albums. Rough and Ready, sorti en octobre 1971, comprend six chansons écrites ou coécrites par Beck, avec des influences soul, rhythm and blues et jazz. L'inspiration soul est encore plus marquée sur l'album Jeff Beck Group, enregistré à Memphis et sorti en juillet 1972. Beck dissout le groupe peu après sa sortie. Dans un communiqué de presse, son management affirme que l'objectif de créer un nouveau style de musique n'a pas été atteint.

## Membres
- Jeff Beck — guitare (1967-1969, 1970-1972)
- Rod Stewart — chant (1967-1969)
- Ronnie Wood — guitare (1967), basse (1967-1969)
- Jet Harris — basse (1967)
- Dave Ambrose — basse (1967)
- Clem Cattini — batterie (1967)
- Viv Prince — batterie (1967)
- Aynsley Dunbar — batterie (1967)
- Roy Cooke — batterie (1967)
- Micky Waller — batterie (1967-1969)
- Nicky Hopkins — claviers (1968-1969)
- Tony Newman — batterie (1969)
- Alex Ligertwood — chant (1970)
- Clive Chaman — basse (1970-1972)
- Cozy Powell — batterie (1970-1972)
- Max Middleton — claviers (1970-1972)
- Bobby Tench — chant, guitare (1971-1972)

## Discographie
- 1968 : Truth (Epic)
- 1969 : Beck-Ola (Epic)
- 1971 : Rough and Ready (CBS)
- 1972 : Jeff Beck Group (CBS)